# 에메 자케
에메 에티엔 자케(프랑스어: Aimé Étienne Jacquet e.me ʒa.kɛ[*], 1941년 11월 27일, 셀-수-쿠장 ~)는 프랑스의 축구 감독이다. 1998년 FIFA 월드컵에서 프랑스 국가대표팀을 우승으로 이끌었다.

## 선수 경력
그는 루아르주 셀-수-쿠장 출신이다. 그는 인근 아마추어 클럽인 쿠장에서 공장일을 병행하며 축구를 시작하였다. 생테티엔에 스카웃된 그는 1960년에 초록 군단 (Les Verts) 에 합류하였다. 당시 전성기였던 생테티엔에서 11년을 몸담으며 리그를 5회, 쿠프 드 프랑스를 3회 우승하였다. 그는 국가대표팀에 발탁되기도 했으나, 당시 침체기였던 파란 군단 (Les Bleus)의 일원으로 큰 성공을 거두지는 못하였다.
1973년, 그는 생테티엔을 떠나 오랜 악연을 맺은 리옹으로 이적하였고, 그곳에서 은퇴하였다.

## 지도자 경력
자케는 프랑스 곳곳의 구단을 이끌었고, 1980년대에 보르도 사령관으로써 리그 3회, 쿠프 드 프랑스 2회, 유러피언컵 4강 2회, 8강 1회를 우승하며 인상적인 성과를 거두었다. 1989년 클로드 베즈 구단주에 의해 보르도에서 쫓겨난 후, 그는 몽펠리에나 낭시 같은 하위권 팀의 지휘봉을 잡았었다.
1991년, 그는 국립 기술 단지 (Direction Technique Nationale)에서 근무하기 시작하였다.
1992년, 그는 당시 국가대표팀 감독이었던 제라르 울리에의 수석 코치가 되었다.
프랑스가 이스라엘과 불가리아에 밀려 탈락한 후, 자케는 임시 국가대표팀 감독이 되었다. 여러 차례의 친선경기에서 선방 (1994년 2월 나폴리에서 이탈리아를 꺾은 것을 포함해서) 한 후, 자케는 정식적인 국가대표팀 감독으로 승진하였다.
처음에 자케는 에리크 캉토나를 주장이자 플레이메이커로 기용하였다. 캉토나는 프리미어리그에서 부활하여 현역 데뷔 이래 성공의 가도를 달렸으나, 1995년 1월에 크리스털 팰리스의 팬을 걷어찬 일로 인해 1년간 국제 축구 활동이 금지되었다.
당시 주 플레이메이커인 캉토나가 빠짐에 따라, 자케 감독은 선수단의 체제 개편이 불가피하였다. 자케는 지네딘 지단과 같은 신예 선수들을 들여와 선수단을 재구축하였고, 캉토나, 장-피에르 파팽, 그리고 다비드 지놀라를 제외시켰다. 자케의 결정은 일부 팬들의 불만을 샀으나, 자케는 프랑스 국가대표팀을 UEFA 유로 1996 본선으로 이끌었다.
파란 군단 (Les Bleus) 은 준결승전까지 진출하여 파팽, 캉토나, 혹은 지놀라와 같은 베테랑 없이도 선전할 수 있다고 증명하였다. 자케 또한 캉토나 없이도 선전했다고 밝혔고, 자신이 기용한 선수들에 대한 믿음을 이어나가고 싶다고 덧붙였다. UEFA 유로 1996에서 프랑스 국가대표팀이 선전함에 따라 자케는 처음으로 언론의 찬사를 받았다.

### 의혹에서 우승까지
UEFA 유로 1996을 이후로 몇달 간, 자케는 수 차례의 친선전에서 국가대표팀의 졸전으로 질타를 받았다. 그는 극단적인 수비 전술을 채택해 공격 전술 부재에 대한 팬들의 우려를 샀다. 언론 또한 그의 전술을 "원시적"이라고 깎아내리기 시작하였고, 국가대표팀이 FIFA 월드컵에서 암울한 활약을 펼칠 것이라고 비관하였다. 본래 주변을 신경쓰지 않는 자케 감독은 이에 아랑곳 하지 않고, 언론과 싸우기 보다는 선수단 강화에 몰두하였다.
1997년 6월, 르 투르누아 당시 관중석에서 "사임하라!"라는 소리가 들렸는데, 이 대회에서 프랑스는 잉글랜드와 브라질에 뒤쳐진 3위로 대회를 마감하였고, 이탈리아를 골득실 차로 제치는 데 그쳤었다. 언론은 계속해서 자케의 선수단을 경쟁력이 없다고 낙인찍었다.
언론의 자케 감독에 대한 불신은 1998년 5월에 절정을 달렸는데, FIFA 월드컵에 참가할 22인의 최종 엔트리 대신, 28인의 예비 엔트리를 공개한 것이었고, 스포츠 일간지 레키프 (L'Équipe)는 자케가 프랑스를 우승으로 이끌 재목이 아니라고 논평을 기재하는데 이르었다.
그러나, 1998년 FIFA 월드컵의 개막과 함께 선수단에 대한 시선이 달라졌다. 자케의 선수단은 프랑스 역사상 가장 찬란한 시기를 상징하는 팀이 되었는데, 윤활유가 잘 발라진 기계처럼 부상, 퇴장, 혹은 징계 없이 멈출 줄 몰랐다. 1998년 7월 12일, 결승전에서 브라질을 3-0으로 완파하였다. 자케는 브라질이 세트피스를 견제하는 능력에 문제를 짚어냈고, 지단이 코너킥을 2골로 연결한 것이 승리의 열쇠였다.
대회 이후, 자케는 프랑스 국가대표팀 지휘봉을 내려놓을 것임을 결정하였다. 그는 1998년 8월에 프랑스 축구 기술 고문으로 이직하였고, 이 직위를 2006년 12월에 은퇴하기 전까지 유지하였다.

## 경력 통계

### 선수 통계

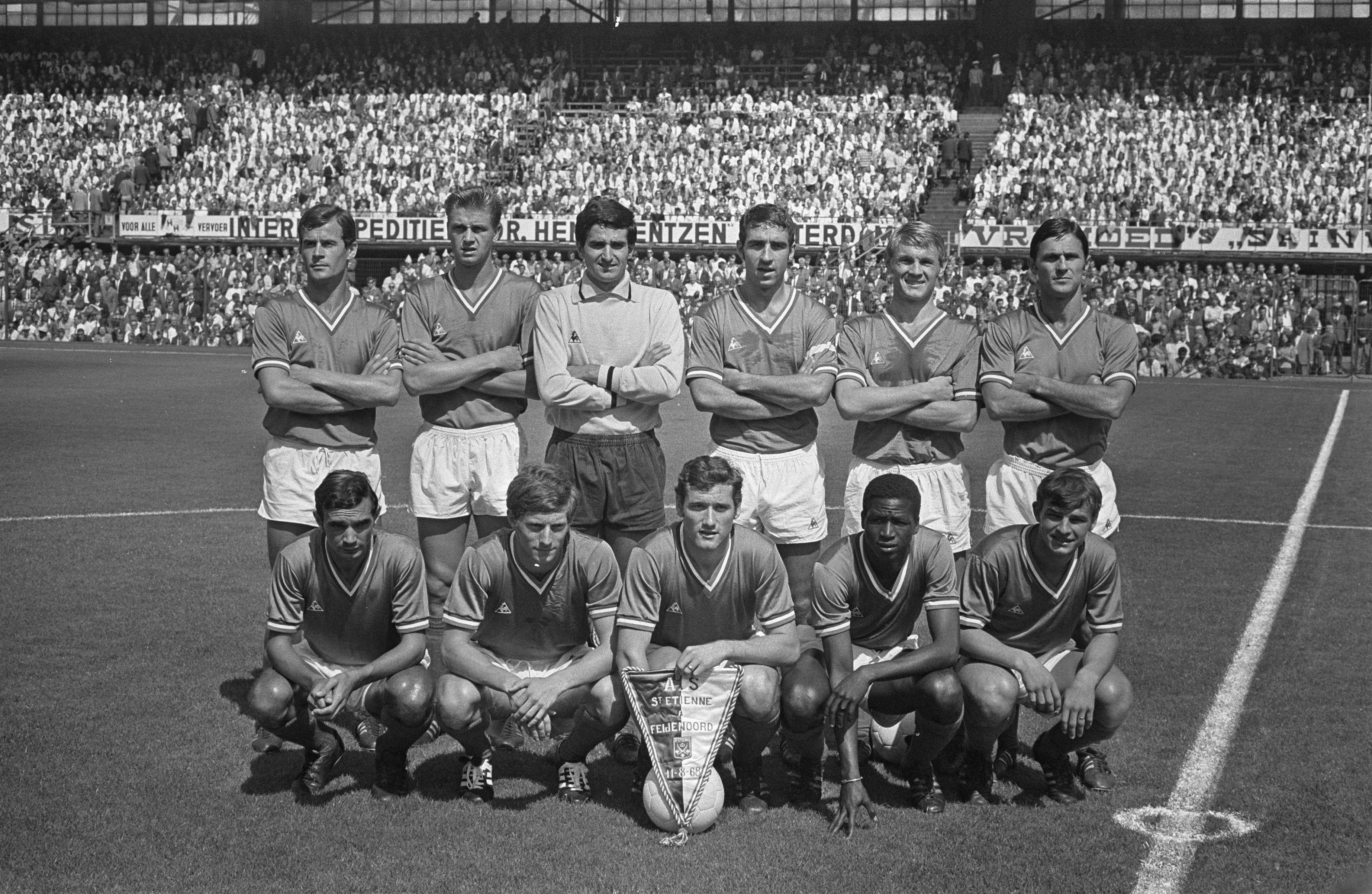
1967-68 시즌 리그 우승을 거둔 자케 (윗줄, 왼쪽에서 두번째) 와 생테티엔 팀원들.

| 클럽 경력 | 클럽 경력 | 클럽 경력  | 리그 | 리그 | 컵             | 컵             | 클럽대항전 | 클럽대항전 | 기타 | 기타 | 합계 | 합계 |
| 시즌      | 클럽      | 리그       | 출장 | 골   | 출장           | 골             | 출장       | 골         | 출장 | 골   | 출장 | 골   |
| 프랑스    | 프랑스    | 프랑스     | 리그 | 리그 | 쿠프 드 프랑스 | 쿠프 드 프랑스 | UEFA       | UEFA       | 기타 | 기타 | 기타 | 기타 |
| --------- | --------- | ---------- | ---- | ---- | -------------- | -------------- | ---------- | ---------- | ---- | ---- | ---- | ---- |
| 1960–61   | 생테티엔  | 디비시옹 1 | 2    | 1    | 0              | 0              | –          | –          | –    | –    | 2    | 1    |
| 1961–62   | 생테티엔  | 디비시옹 1 | 0    | 0    | 0              | 0              | –          | –          | –    | –    | 0    | 0    |
| 1962–63   | 생테티엔  | 디비시옹 2 | 2    | 1    | 0              | 0              | 0          | 0          | 0    | 0    | 2    | 1    |
| 1963–64   | 생테티엔  | 디비시옹 1 | 2    | 0    | 2              | 0              | –          | –          | 2    | 0    | 6    | 0    |
| 1964–65   | 생테티엔  | 디비시옹 1 | 3    | 0    | 0              | 0              | 0          | 0          | –    | –    | 3    | 0    |
| 1965–66   | 생테티엔  | 디비시옹 1 | 27   | 2    | 1              | 0              | –          | –          | –    | –    | 28   | 2    |
| 1966–67   | 생테티엔  | 디비시옹 1 | 36   | 5    | 2              | 0              | –          | –          | –    | –    | 38   | 5    |
| 1967–68   | 생테티엔  | 디비시옹 1 | 35   | 3    | 6              | 0              | 4          | 1          | 0    | 0    | 45   | 4    |
| 1968–69   | 생테티엔  | 디비시옹 1 | 31   | 3    | 4              | 0              | 2          | 0          | 1    | 0    | 38   | 3    |
| 1969–70   | 생테티엔  | 디비시옹 1 | 23   | 4    | 8              | 1              | 3          | 0          | 1    | 0    | 35   | 5    |
| 1970–71   | 생테티엔  | 디비시옹 1 | 0    | 0    | 0              | 0              | 0          | 0          | 0    | 0    | 0    | 0    |
| 1971–72   | 생테티엔  | 디비시옹 1 | 2    | 1    | 0              | 0              | 0          | 0          | –    | –    | 2    | 1    |
| 1972–73   | 생테티엔  | 디비시옹 1 | 29   | 3    | 4              | 1              | –          | –          | –    | –    | 33   | 4    |
| 1973–74   | 리옹      | 디비시옹 1 | 15   | 2    | 1              | 1              | 3          | 0          | 0    | 0    | 19   | 3    |
| 1974–75   | 리옹      | 디비시옹 1 | 7    | 0    | 0              | 0              | 1          | 0          | –    | –    | 8    | 0    |
| 경력 합계 | 경력 합계 | 경력 합계  | 214  | 25   | 28             | 3              | 13         | 1          | 4    | 0    | 259  | 29   |

| 프랑스 국가대표팀 | 프랑스 국가대표팀 | 프랑스 국가대표팀 |
| 연도              | 출장              | 골                |
| ----------------- | ----------------- | ----------------- |
| 1968              | 2                 | 0                 |
| 합계              | 2                 | 0                 |

### 감독 기록
| 리옹     | 1976년 2월       | 1980년 7월      | 183 | 65  | 42  | 76  | 35.52 |
| 보르도   | 1980년 7월       | 1989년 2월      | 422 | 219 | 115 | 88  | 51.90 |
| 몽펠리에 | 1989년 7월       | 1990년 2월      | 25  | 7   | 5   | 13  | 28.00 |
| 낭시     | 1990년 7월       | 1991년 7월      | 40  | 12  | 11  | 17  | 30.00 |
| 프랑스   | 1993년 12월 17일 | 1998년 7월 29일 | 53  | 34  | 16  | 3   | 64.15 |
| 합계     | 합계             | 합계            | 723 | 337 | 189 | 197 | 46.61 |

## 수상 내역
| 생테티엔 - 디비시옹 2: 1962–63 - 디비시옹 1: 1963–64, 1966–67, 1967–68, 1968–69, 1969–70 - 트로페 데 샹피옹: 1967, 1968, 1969 - 쿠프 드 프랑스: 1967–68, 1969–70 | 보르도 - 디비시옹 1: 1983–84, 1984–85, 1986–87 - 쿠프 드 프랑스: 1985-86, 1986-87 - 트로페 데 샹피옹: 1987 프랑스 - FIFA 월드컵 (1): 1998 |

### 수상
- IFFHS 올해의 국가대표팀 감독: 1998[9]
- 옹즈도르 올해의 감독: 1998

### 훈장
1998년, 에메 자케는 레종 도뇌르 기사 (Chevalier) 훈장을 받았고, 2007년에는 지휘관 (Officier)으로 승진하였다.

## 같이 보기
- 클레르퐁텐

## 참고
1. ↑  쿠프 샤를 드라고 (1963-64) 와 트로페 데 샹피옹 포함